# Saverio Scutellà
Saverio Scutellà (Delianuova, 11 agosto 1910 – Roma, 3 gennaio 1993) è stato un pittore, poeta e scrittore italiano.

## Biografia
Dopo l'infanzia trascorsa a Delianuova, studiò a Roma presso il Liceo Artistico e l'Accademia di Belle Arti, conseguì il diploma di Maturità classica e la laurea in Lettere Classiche, presso l'Università di Roma.
Da giovane frequentò i circoli artistico-letterari della capitale entrando in contatto con De Chirico, D'Annunzio e altri artisti e letterati dell'epoca. Attorno ai 25 anni iniziò la sua produzione pittorica. Fondò la corrente pittorica del Panismo.
Contemporaneamente sviluppò anche una produzione poetica, fondando con la raccolta di versi Cattedrale di Nuvole, la corrente poetica dell'Astralismo.
Partecipò a numerosi concorsi nazionali e internazionali di pittura e di poesia ed a premi letterari, ottenendo premi  e riconoscimenti come due medaglie d'oro per meriti artistici che gli furono assegnate dal Presidente della Repubblica e dal Presidente del Senato. Fu anche Presidente della Sezione arti figurative dell'Accademia “Tommaso Campanella” di Roma e del S.I.A.P. (Sindacato Internazionale di Arti Pura), nonché membro di diverse Accademie artistiche.
La sua arte, fondamentalmente figurativa, ma tendente all'astrazione onirica, è ricca di simbologia classicheggiante. Uno dei suoi temi preferiti sono i cavalli. Altro tema spesso trattato è quello del paesaggio delle prealpi lombarde. Molte opere pittoriche furono ispirate alla Calabria, come quelle che ritraevano il lavoro dei minatori nelle campagne adiacenti a Delianuova. molte opere sono state ispirate dalla moglie, Giuseppina Pastena, sua musa per molte poesie, libri e dipinti. Giuseppina Pastena è recentemente venuta a mancare (12/07/2011)